# Campomarino
Campomarino (arberesjiska Këmarini) är en ort och kommun i provinsen Campobasso i regionen Molise i Italien. Kommunen hade 7 881 invånare (2018).
Invånarna härstammar från arberesjiska invandrare från Albanien som bosatte sig i Italien under 1400-talet. Det ålderdomliga språket arberesjiska är bevarat och talas av stadens invånare.